# Чемпіонат України з футзалу 2019—2020
Чемпіонат України з футзалу 2019—2020 розпочався 14 вересня 2019 року, складався з 18 турів першого етапу. Чемпіонат було припинено 22 травня 2020 року. В турнірі брало участь 9 команд.
Як і в минулому сезоні відмовилися від стадії плей-оф, чемпіонат мав розігруватися у два етапи: перший — два кола з роз'їздами (18 турів), за результатами якого до другого етапу потрапляло шість найкращих команд з набраними очками у матчах між собою. 10 турів другого етапу команди мали провести у два кола з роз'їздами.
З 17 березня в зв'язку з загрозою епідемії коронавірусної хвороби в Україні проведення матчів чемпіонату України призупинено. 12 травня 2020 року відбулась відеоконференція керівництва Асоціації футзалу України та президентів клубів-учасників, в ході якої було одноголосно проголосовано за завершення чемпіонату України серед команд Favbet Екстра-ліги, а 22 травня 2020 року чемпіонат було офіційно завершено. Призерів чемпіонату визначено згідно результатів першого етапу.

## Учасники
- Food Centre-СумДУ (Суми);
- ІнБев (Житомир);
- Кардинал-Рівне (Рівне);
- ХІТ (Київ);
- Епіцентр К-Авангард (Одеса);
- Ураган (Івано-Франківськ);
- Продексім (Херсон);
- Сокіл (Хмельницький);
- Енергія (Львів).

## Турнірна таблиця

### Перший етап
| М | Команда             | І  | В  | Н | П  | РМ    | О  |
| - | ------------------- | -- | -- | - | -- | ----- | -- |
|   | Продексім           | 16 | 14 | 2 | 0  | 79−23 | 44 |
|   | ХІТ                 | 16 | 12 | 0 | 4  | 58−31 | 36 |
|   | Ураган              | 16 | 11 | 2 | 3  | 63−32 | 35 |
| 4 | ІнБев               | 16 | 8  | 3 | 5  | 54−51 | 27 |
| 5 | Кардинал-Рівне      | 16 | 6  | 3 | 7  | 36−50 | 21 |
| 6 | Енергія             | 16 | 5  | 2 | 9  | 29−39 | 17 |
| 7 | Food Centre-СумДУ   | 16 | 3  | 2 | 11 | 35−57 | 11 |
| 8 | Сокіл               | 16 | 3  | 1 | 12 | 31−62 | 10 |
| 9 | Епіцентр К-Авангард | 16 | 2  | 1 | 13 | 21−61 | 7  |

Бомбардири:
1. Даниїл Абакшин (Ураган) -17
2. Олександр Педяш (ХІТ) - 14
3. Михайло Зварич (Продексім) - 13
4. Микола Білоцерківець (Продексім) - 12